# دهستان ترگور
تَرگَوَر یکی از دهستان‌های واقع در سیلوانه شهرستان ارومیه در استان آذربایجان غربی کشور ایران است. بخش سیلوانه در غرب شهر ارومیه مابین ایران و مرز ترکیه قرار گرفته منطقه‌ای سرسبز و خرم است 
تا اوایل سده بیستم بخش بزرگی از جمعیت منطقه ترگور را آشوریان مسیحی تشکیل می‌دادند ولی امروزه دیگر هیچ مسیحی در این منطقه سکونت ندارد و مردم آن کورد هستن از قدیم تا الان .و مردم آن به زبان کرمانجی و سورانی صحبت میکنن ولی کلیساهای آنان در بسیاری از روستاهای منطقه ازجمله تولکی تپه عزیزخان، سروه، کلیسای موانا و بالولان .میتوان نام برد 
امروزه ایل اصلی ساکن منطقه ترگور بیگزاده و هرکی وشکاکو(دری)  که از ایلات بزرگ این منطقه می‌باشند و طوایف  بزرگ کورد  دیگری که در این مناطق ساکن بودن  ساکنان این منطقه هستند. زبان گفتاری مردم این منطقه کورد گویش کرمانجی و سورانی است که یکی از گویش‌های کردی به‌شمار می‌رود. دین مردم این منطقه دین اسلام از شاخه سنی است.